# Cronologia da pandemia de COVID-19 na Espanha
Este artigo documenta a cronologia da pandemia de COVID-19 na Espanha.

## Cronologia

### Janeiro de 2020
- 31 de janeiro: A Espanha registra o primeiro caso confirmado do novo coronavírus no país. Um homem é diagnosticado na ilha de La Gomera, nas Canárias.[1]

### Março de 2020
- 3 de março: A primeira morte causada pelo novo coronavírus na Espanha é registrada na região de Valência.[2][3]
- 14 de março: O governo da Espanha anuncia o bloqueio total após registrar 1.500 novos casos do novo coronavírus em um dia.[4]
- 19 de março: O governo da Espanha ordena o fechamento de todos os hotéis no território nacional para conter a disseminação do novo coronavírus.[5]
- 25 de março: A Espanha supera a China para torna-se o segundo país do mundo com número de casos confimados do novo coronavírus.[6]
- 30 de março: O chefe de emergência de saúde da Espanha, Fernando Simon, testa positivo para o novo coronavírus.[7]

### Abril de 2020
- 2 de abril: O número de mortes causadas pelo novo coronavírus na Espanha ultrapassa 10.000, registrado pelo Ministério da Saúde do país.[8]
- 17 de abril: O número de mortes causadas pelo novo coronavírus na Espanha ultrapassa 20.000, registrado pelo Ministério da Saúde do país.[9]
- 22 de abril: O governo da Espanha vota para estender o bloqueio total do território nacional até 9 de maio.[10]

### Maio de 2020
- 2 de maio: O governo da Espanha começa a reduzir o bloqueio total do território nacional por 49 dias.[11]
- 20 de maio: O governo da Espanha torna obrigatório para todos com mais de 6 anos o uso de máscaras em espaços públicos internos e externos.[12]
- 23 de maio: Um protesto nacional, organizado pelo partido de extrema direita Vox, ocorre contra o bloqueio total do novo coronavírus na Espanha.[13]

### Setembro de 2020
- 7 de setembro: A Espanha torna-se o primeiro país da Europa Ocidental a registrar 500.000 casos confirmados do novo coronavírus. Essa marca é registrada pelo Ministério da Saúde do país.[14][15]
- 15 de setembro: O número de mortes causadas pelo novo coronavírus na Espanha ultrapassa 40.000 e o outro de casos confirmados, também 600.000, ambos registrados pelo Ministério da Saúde do país.[16][17]
- 24 de setembro: O número de casos confirmados do novo coronavírus na Espanha ultrapassa 700.000, registrado pelas autoridades de saúde do país.[18][19]

### Outubro de 2020
- 5 de outubro: O número de casos confirmados do novo coronavírus na Espanha ultrapassa 800.000, registrado pelo Ministério da Saúde do país.[20]
- 14 de outubro: O número de casos confirmados do novo coronavírus na Espanha ultrapassa 900.000, registrado pelo Ministério da Saúde do país.[21][22]
- 21 de outubro: A Espanha torna-se o primeiro país da Europa Ocidental a registrar um milhão de casos confirmados do novo coronavírus. Essa marca é registrada pelo Ministério da Saúde do país.[23][24]

### Dezembro de 2020
- 28 de dezembro: O número de mortes causadas pelo novo coronavírus na Espanha ultrapassa 50.000, registrado pelo Ministério da Saúde do país.[25][26]

### Janeiro de 2021
- 20 de janeiro: O governo espanhol rejeita as novas medidas mais rígidas para conter a disseminação do novo coronavírus.[27]
- 28 de janeiro: O primeiro caso de variante Beta do coronavírus é detectado na Espanha.[28][29]

### Fevereiro de 2021
- 2 de fevereiro: A Espanha anuncia que todos os voos do Brasil e da África do Sul serão suspensos a partir do dia seguinte devido às novas variantes do coronavírus.[30]
- 3 de fevereiro:  O número de mortes causadas pelo novo coronavírus na Espanha ultrapassa 60.000, registrado pelo Ministério da Saúde do país.[31][32]
- 5 de fevereiro: Madri confirma o primeiro caso da variante Gama do coronavírus após o pico da terceira onda da doença na Espanha.[33]
- 9 de fevereiro: O número de casos confirmados do novo coronavírus na Espanha ultrapassa 3 milhões, registrado pelo Ministério da Saúde do país.[34][35]

### Março de 2021
- 3 de março:  O número de mortes causadas pelo novo coronavírus na Espanha ultrapassa 70.000, registrado pelo Ministério da Saúde do país.[36]

### Janeiro de 2022
- 10 de janeiro:  O número de mortes causadas pelo novo coronavírus na Espanha ultrapassa 90.000, registrado pelo Ministério da Saúde do país.[37][38]
- 11 de janeiro:  A Espanha registra 247 novas mortes causadas pelo novo coronavírus em 24 horas, o maior número de mortes da doença desde março de 2021. Essa marca é registrada pelo Ministério da Saúde do país.[39]